# Stavropol
Stavropol (Russisch: Ста́врополь) is een stad in het zuiden van Rusland met zo'n 340.000 inwoners, gelegen in de Kaukasus, niet ver van de grens met Tsjetsjenië. De conflicten in de regio zijn er de oorzaak van dat sinds 1988 veel vluchtelingen uit de omliggende deelrepublieken in Stavropol terecht zijn gekomen. Stavropol is het bestuurlijk centrum van de kraj Stavropol.

## Geschiedenis
De stad werd gesticht in 1777 als fort voor het Russische leger. Een belangrijke bron van inkomsten vormt de zware industrie. Zo worden er auto's, kranen en bouwmaterialen geproduceerd. Vanuit Stavropol loopt een belangrijke gasleiding naar Moskou. Daarnaast is de stad gelegen in een belangrijk landbouwgebied. President Michail Gorbatsjov begon zijn politieke carrière in Stavropol. Vanaf 1966 tot 1978 vervulde hij meerdere functies, waaronder, vanaf 1970, die van eerste secretaris van de regio Stavropol. Het was ook Stavropol waar hij begon te experimenteren met perestrojka.
Van 1935 tot 1943 heette de stad Vorosjilovsk.

## Etnische rellen
Eind mei, begin juni 2007 vonden er etnische rellen plaats tussen groepen Russische en Kaukasische jongeren. Een Tsjetsjeense student stierf tijdens deze rellen. Er werden winkels van inwoners uit de Kaukasus vernield. Russische politieagenten zouden volgens ooggetuigen meegedaan hebben aan het geweld. Bij de gewelddadigheden werden verschillende demonstranten gearresteerd, maar de meesten werden vrij snel weer vrijgelaten.

## Stedenband
- Jerevan (Armenië)

## Geboren
- Konstantin Gorbatov (1876-1945), kunstschilder
- Ilja Soergoetsjev (1881-1956), schrijver
- Michail Oemanski (1952-2010), schaker
- Aleksej Drejev (1969), schaker
- Lev Gorn (1971), acteur
- Anna Archipova (1973), basketbalspeelster
- Roman Pavljoetsjenko (1981), voetballer
- Jelena Chartsjenko (1983), basketbalspeelster
- Dmitri Sokolov (1985), basketballer
- Valeri Sorokin (1985), voetballer
- Maria Abakoemova (1986), speerwerpster
- Dmitry Poloz (1991), voetballer
- Ilja Koetepov (1993), voetballer
- Matvej Safonov (1999), voetballer
- Edoeard Spertsjan (2000), Armeens-Russisch voetballer

## Galerij

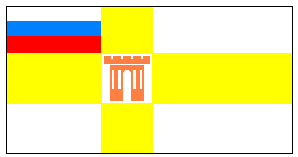
Vlag van Stavropol
Stavropol is tevens een stedelijk district